# Stříbrnice (Přerov)
Stříbrnice é uma comuna checa localizada na região de Olomouc, distrito de Přerov.